# Miranda Otto
Miranda Otto (født 16. december 1967 i Brisbane i Australien) er en australsk skuespillerinde. Hun er mest kendt for sin rolle som Éowyn i Ringenes Herre.
Hendes første hovedoptræden var i filmen Emma's War fra 1986, hvor hun spillede en teenager, der flyttede til Australiens landområde under 2. verdenskrig. Efter et årti med god kritik for sine roller i australske film, fik hun Hollywoods opmærksomhed efter at have optrådt i biroller i filmene Den tynde røde linje (1998) and What Lies Beneath (2000). I førstenævnte, der var en storbudgetsfilm hvor hun havde en mindre rolle og spillede sammen med George Clooney og Sean Penn tilegnede hende roller uden for Australien. så som i Italien, hvor hun medvirkede som Ruth i den lavbudgets italienske film La volpe a tre zampe ("The Three-legged Wolf"), produceret i 2001 og sendt for første gang for i italiensk fjernsyn i marts 2009.
Ottos første Hollywoodrolle var overfor Harrison Ford og Michelle Pfeiffer i den amerikanske thriller What Lies Beneath i 2000. Hun spillede Mary Feur, en mystisk nabokvinde.
Hun spillede også overfor Dennis Quaid i Flight of the Phoenix fra 2004.
Miranda Otto er opkaldt efter en karakter i William Shakespeares Stormen. Hun er datter til skuespiller Barry Otto, og hendes søster Gracie er også skuespiller. 
Miranda har siden den 1. januar 2003 været gift med Peter O'Brien, og sammen har de datteren Darcey, der er født 1. april 2005.

## Filmografi og priser
| År   | Film                                           | Rolle             | Andre noter og priser                                                                    |
| ---- | ---------------------------------------------- | ----------------- | ---------------------------------------------------------------------------------------- |
| 1986 | Emma's War                                     | Emma Grange       |                                                                                          |
| 1987 | Initiation                                     | Stevie            |                                                                                          |
| 1988 | The 13th Floor                                 | Rebecca           |                                                                                          |
| 1991 | The Girl Who Came Late                         | Nell Tiscowitz    | Australian Film Institute nominering                                                     |
| 1992 | Heroes II: The Return                          | Roma Page         | Tv-film                                                                                  |
| 1992 | The Last Days of Chez Nous                     | Annie             | Australian Film Institute nominering                                                     |
| 1993 | The Nostradamus Kid                            | Jennie O'Brien    |                                                                                          |
| 1995 | Sex Is a Four Letter Word                      | Viv               |                                                                                          |
| 1996 | Love Serenade                                  | Dimity Hurley     |                                                                                          |
| 1997 | The Well                                       | Katherine         | Australian Film Institute nomination; Film Critics Circle of Australia Awards nomination |
| 1997 | True Love and Chaos                            | Mimi              |                                                                                          |
| 1997 | Doing Time for Patsy Cline                     | Patsy             |                                                                                          |
| 1998 | Dead Letter Office                             | Alice Walsh       | Film Critics Circle of Australia Awards nominering                                       |
| 1998 | In the Winter Dark                             | Ronnie            | Australian Film Institute nominering                                                     |
| 1998 | Den tynde røde linje                           | Marty Bell        |                                                                                          |
| 1999 | The Jack Bull                                  | Cora Redding      | Tv-film                                                                                  |
| 2000 | Kin                                            | Anna              |                                                                                          |
| 2000 | What Lies Beneath                              | Mary Feur         |                                                                                          |
| 2001 | La volpe a tre zampe ("The Three-legged Wolf") | Ruth              | Fimet på italiensk                                                                       |
| 2001 | Human Nature                                   | Gabrielle         |                                                                                          |
| 2001 | The Way We Live Now                            | Mrs. Hurtle       | Tv-miniserie                                                                             |
| 2002 | Doctor Sleep                                   | Clara Strother    |                                                                                          |
| 2002 | Julie Walking Home                             | Julie             |                                                                                          |
| 2002 | Ringenes Herre: De To Tårne                    | Éowyn             |                                                                                          |
| 2003 | Danny Deckchair                                | Glenda Lake       |                                                                                          |
| 2003 | Ringenes Herre: Kongen Vender Tilbage          | Éowyn             | Academy of Science Fiction, Fantasy & Horror Films nominering                            |
| 2004 | In My Father's Den                             | Penny             |                                                                                          |
| 2004 | Through My Eyes: The Lindy Chamberlain Story   | Lindy Chamberlain | Tv-miniserie; Logie Award; Australian Film Institute nominering                          |
| 2004 | Flight of the Phoenix                          | Kelly Johnson     |                                                                                          |
| 2005 | War of the Worlds                              | Mary Ann Ferrier  |                                                                                          |
| 2007 | The Starter Wife                               | Cricket Stewart   | Tv-miniserie                                                                             |
| 2007 | Cashmere Mafia                                 | Juliet Draper     | Tv-serie                                                                                 |
| 2009 | In Her Skin                                    | Mrs. Barber       |                                                                                          |
| 2009 | Blessed                                        | Bianca            |                                                                                          |
| 2010 | Get It at Goode's                              | Patty Williams    |                                                                                          |
| 2014 | The Homesman                                   | Theoline Belknap  |                                                                                          |
| 2017 | Annabelle 2: Skabelsen                         |                   |                                                                                          |